# Чаруковський Прохор Олексійович
Чаруковський Прохор Олексійович (1790—11 червня 1842) — лікар-інтерніст родом з Полтавщини; у 1810 році закінчив Чернігівську Духовну Семінарію, а у 1816 році — Петербурзьку Медико-Хірургічну Академію, був залишений при ній як ад'юнкт-професор математики і терапії. У 1818 році його відрядили закордон, де він займався, переважно, фізіологією, патологією і терапією. В 1822 р., після повернення до Санкт-Петербурга, був призначений ад'юнкт-професором терапії й направлений ординатором у військово-сухопутний госпіталь.
У 1823 році за дисертацію «De haemoptysi» (Санкт-Петербург), удостоєний звання доктора медицини. З 1824 року викладав в академії семіотику, з 1828 року — клінічну терапію. У 1825—1827 роках був редактором журналу Імператорського людинолюбного товариства (рос. — Императорского человеколюбивого общества). У 1828 р. призначений професором клінічної терапії й редактором «Военно-медицинского журнала» до 1834 року. У 1830 році — вчений секретар академії. Помер у Санкт-Петербурзі.
Автор підручника «Патологическая семиотика» (1825 і 1841), монографії «Опыт системы практической медицины» та ін. Чаруковський вперше в Російській Імперії ввів у внутрішню медицину перкусію та авскультацію як методи об'єктивного дослідження хворої людини.